# Wolfsburg (Film)
Wolfsburg ist ein preisgekrönter deutscher Spielfilm von Christian Petzold aus dem Jahr 2003 mit Benno Fürmann und Nina Hoss in den Hauptrollen. Die Filmpremiere war am 11. Februar 2003 im Panorama der Internationalen Filmfestspiele Berlin. Der im Auftrag des ZDF produzierte Film lief ab 25. September 2003 auch in einigen deutschen Kinos.

## Handlung
Der Autohändler Phillip Gerber verursacht fahrlässig einen Verkehrsunfall, als er mit seinem Auto auf einer Landstraße nahe Wolfsburg unterwegs ist. Dabei verletzt er ein Kind auf seinem Fahrrad schwer. Gerber nimmt davon Notiz, begeht aber Fahrerflucht. Er wird später jedoch von Schuldgefühlen geplagt, die ihn in das Krankenhaus treiben, in dem der Junge liegt. Dort gibt er sich nicht als Unfallverursacher zu erkennen und hat eine Begegnung mit der Mutter des Jungen. Der Junge erwacht aus dem Koma und gibt der Polizei Hinweise, die die Polizei jedoch nicht weiterführen.
Gerber setzt sein Leben fort und versucht, seine kriselnde Beziehung durch eine Hochzeit zu retten. Mit seiner Verlobten fährt er in den Urlaub. Bei seiner Rückkehr erfährt er, dass der von ihm verletzte Junge aufgrund des Unfalls gestorben ist. Die Mutter des Jungen versucht verzweifelt, den Täter zu finden, und durchstreift Schrottplätze und Werkstätten. Gerber selbst sucht ihre Nähe und rettet ihr sogar bei einem Selbstmordversuch das Leben. Sie verliebt sich in ihn, findet jedoch später heraus, dass er der Verursacher des Todes ihres Sohnes ist. Während einer Autofahrt mit Gerber sticht sie mit einem Messer auf ihn ein und verursacht einen Verkehrsunfall. Gerber wird schwer verletzt.

## Hintergrund
Die Dreharbeiten fanden 2002 in Wolfsburg und Umgebung sowie an der Ostsee statt. Der Film erreichte 2003 etwa 9000 Kinozuschauer in Deutschland. Die TV-Erstausstrahlung war am 25. Juni 2004 beim ebenfalls an der Produktion beteiligten Sender Arte.
Petzold schrieb das Buch zu Wolfsburg nach eigenen Angaben bereits vor der Arbeit an seinem 2001 erschienenen Film Toter Mann, stellte es jedoch zurück, da das ZDF bereits an einem ähnlichen Stoff arbeitete, dem Film Jenseits von Max Färberböck, der ebenfalls 2001 gezeigt wurde.

## Kritik
„Konzentriert erzählter Film, dessen einfache moralische Geschichte durch die elegante Inszenierung, komplexe Subtexte sowie einen stupenden soziologischen Reichtum zur tiefgreifenden Reflexion über Erkennen und Verkennen, Schuld und Sühne, Sprechen und Schweigen wird.“

„Petzolds Bilder schaffen eine Stimmung der Ruhe und Konzentration, die den Betrachter gerade durch ihre Zurückgenommenheit zu erschüttern vermögen.“

„Christian Petzolds Wolfsburg ist ein Film, der zum Erzählen einlädt, weil er selbst immer nur das Allernötigste erzählt, das Unverzichtbare.“

„Glänzend inszeniert Petzold seine Geschichte über Autos und Liebe. Psychologisch kristallklar und konsequent, in ruhigen, nüchternen, so intensiven wie enthaltsamen Bildern, konzentrierter Leere.“

„Christian Petzold ist ein Regisseur, dessen ungeheure filmische Intelligenz in den Bildern steckt, in den Figuren, im kunstvollen Einsatz unscheinbarer Motive – und in der Erzählstruktur.“

## Auszeichnungen
- 2003: FIPRESCI-Preis im Panorama der Internationalen Filmfestspiele Berlin
- 2004: Nominierungen für den Deutschen Filmpreis in den Kategorien Bester Spielfilm, Beste Darstellerin (Nina Hoss) und Beste Regie
- 2004: Nominierungen für den Deutschen Fernsehpreis in den Kategorien Beste Regie – Fernsehfilm/Mehrteiler (Christian Petzold) und Beste Schauspielerin in einer Hauptrolle – Fernsehfilm (Nina Hoss)
- 2005: Adolf-Grimme-Preis mit Gold in der Kategorie Fiktion & Unterhaltung an Nina Hoss (Darstellung), Benno Fürmann (Darstellung) und Christian Petzold (Buch/Regie)
- 2005: Nominierung für die Goldene Kamera an Benno Fürmann als Bester Schauspieler (auch Kleine Schwester und Die Nibelungen)
- 2005: Don Quijote Plaque – besondere Erwähnung beim Art Film Festival in Trenčianske Teplice
- Auszeichnung beim Internationalen Shanghai Fernsehfestival mit zwei Magnolien für das beste Drehbuch und die beste Regie.[10]

## Trivia
Der Film Das Biest muß sterben von Claude Chabrol aus dem Jahre 1969 ist Wolfsburg inhaltlich sehr ähnlich.